# Qualificazioni al Campionato europeo femminile di pallacanestro 2011
Il sorteggio dei gironi di qualificazione a EuroBasket Women 2011 si è svolto il 16 gennaio 2010.
Le 18 squadre della Divisione A non ancora qualificate sono state divise in 2 gruppi di 5 squadre e 2 di 4.
Le prime due classificate di ogni girone si sono qualificate per la fase finale di EuroBasket Women 2011. Le altre squadre parteciperanno a un turno di ripescaggio nel giugno 2011.

## Qualificazioni

### Gruppo A
| Squadra     | G | V | P | PF  | PS  | DP   | P.ti |
| ----------- | - | - | - | --- | --- | ---- | ---- |
| Lituania    | 8 | 6 | 2 | 651 | 563 | +88  | 14   |
| Croazia     | 8 | 5 | 3 | 602 | 577 | +25  | 13   |
| Italia      | 8 | 5 | 3 | 580 | 557 | +23  | 13   |
| Belgio      | 8 | 2 | 6 | 593 | 619 | -26  | 10   |
| Paesi Bassi | 8 | 2 | 6 | 532 | 642 | -110 | 10   |

### Gruppo B
| Squadra  | G | V | P | PF  | PS  | DP  | P.ti |
| -------- | - | - | - | --- | --- | --- | ---- |
| Israele  | 6 | 4 | 2 | 476 | 435 | +41 | 10   |
| Lettonia | 6 | 4 | 2 | 451 | 400 | +51 | 10   |
| Serbia   | 6 | 4 | 2 | 437 | 439 | -2  | 10   |
| Romania  | 6 | 0 | 6 | 403 | 493 | -90 | 6    |

### Gruppo C
| Squadra    | G | V | P | PF  | PS  | DP   | P.ti |
| ---------- | - | - | - | --- | --- | ---- | ---- |
| Turchia    | 8 | 7 | 1 | 566 | 515 | +51  | 15   |
| Montenegro | 8 | 6 | 2 | 594 | 533 | +61  | 14   |
| Bulgaria   | 8 | 5 | 3 | 599 | 534 | +65  | 13   |
| Ungheria   | 8 | 2 | 6 | 528 | 548 | -20  | 10   |
| Finlandia  | 8 | 0 | 8 | 493 | 650 | -157 | 8    |

### Gruppo D
| Squadra       | G | V | P | PF  | PS  | DP  | P.ti |
| ------------- | - | - | - | --- | --- | --- | ---- |
| Gran Bretagna | 6 | 4 | 2 | 409 | 380 | +29 | 10   |
| Slovacchia    | 6 | 3 | 3 | 412 | 382 | +30 | 9    |
| Ucraina       | 6 | 3 | 3 | 382 | 412 | -30 | 9    |
| Germania      | 6 | 2 | 4 | 381 | 410 | -29 | 8    |

## Turno di ripescaggio

### Gruppo A
Il girone è stato giocato all'MKB Arèna di Sopron, in Ungheria.
| Squadra     | G | V | P | PF  | PS  | DP  | P.ti |
| ----------- | - | - | - | --- | --- | --- | ---- |
| Ungheria    | 4 | 4 | 0 | 272 | 203 | +69 | 8    |
| Bulgaria    | 4 | 2 | 2 | 254 | 262 | –8  | 6    |
| Paesi Bassi | 4 | 2 | 2 | 236 | 269 | –33 | 6    |
| Ucraina     | 4 | 1 | 3 | 257 | 266 | –9  | 5    |
| Finlandia   | 4 | 1 | 3 | 268 | 287 | –19 | 5    |

### Gruppo B
Il girone è stato giocato al PalaMazzola di Taranto, in Italia.
| Squadra  | G | V | P | PF  | PS  | DP  | P.ti |
| -------- | - | - | - | --- | --- | --- | ---- |
| Germania | 4 | 3 | 1 | 280 | 243 | +37 | 7    |
| Italia   | 4 | 3 | 1 | 277 | 239 | +38 | 7    |
| Serbia   | 4 | 2 | 2 | 278 | 284 | –6  | 6    |
| Belgio   | 4 | 1 | 3 | 243 | 282 | –39 | 5    |
| Romania  | 4 | 1 | 3 | 252 | 282 | –30 | 5    |

| 3 giugno 2011 | Serbia | 77 – 64 | Romania |  |

| 3 giugno 2011 | Germania | 69 – 57 | Belgio |  |

| 4 giugno 2011 | Italia | 76 – 55 | Serbia |  |

| 4 giugno 2011 | Romania | 65 – 59 | Germania |  |

| 5 giugno 2011 | Belgio | 70 – 63 | Romania |  |

| 5 giugno 2011 | Germania | 78 – 57 | Italia |  |

| 7 giugno 2011 | Serbia | 64 – 74 | Germania |  |

| 7 giugno 2011 | Italia | 68 – 46 | Belgio |  |

| 8 giugno 2011 | Belgio | 70 – 82 | Serbia |  |

| 8 giugno 2011 | Romania | 60 – 76 | Italia |  |

### Spareggio
| Oberhausen 12 giugno 2011, ore 18:30 CEST | Germania | 59 – 53 | Ungheria | Willy-Jüressen Arena |

| Sopron 15 giugno 2011, ore 18:00 CEST | Ungheria | 56 – 67 | Germania | MBK Arèna |

La Germania si qualifica per il FIBA EuroBasket Women 2011.